# Magic Carpet
Magic Carpet – komputerowa gra w boga stworzona przez firmę Bullfrog Productions i wydana 6 maja 1994 przez Electronic Arts.

## Rozgrywka
Gracz steruje czarodziejem podróżującym na latającym dywanie. Na każdej mapie postać posiada swój zamek, który może rozbudowywać za pomocą uzbieranej wcześniej many. W zbieraniu przeszkadzają różnego rodzaju potwory i wrodzy czarodzieje którzy przejmują manę. Podczas walki gracz może używać zarówno czarów ofensywnych jak i defensywnych. Niektóre zaklęcia takie jak trzęsienie ziemi zmieniają teren wokół czarodzieja.